# Sture Bolin
Anders Sture Ragnar Bolin (* 27. Mai 1900 in Väsby, Gemeinde Höganäs, Provinz Skåne; † 1. Februar 1963) war ein schwedischer Historiker und Hochschullehrer.

## Biografie
Nach dem Schulbesuch studierte er Geschichte an der Universität Lund und schloss dieses Studium mit der Promotion zum Philosophiae Doctor (Ph.D.) 1927 mit einer Dissertation zum Thema Fynden av romerska mynt i det fria Germanien : studier i romersk och äldre germansk historia (Die Funde römischer Münzen in Germanien: Studie der römischen und älteren germanischen Geschichte). Daraufhin wurde er zunächst Dozent für Geschichte, ehe er 1938 den Ruf als Professor für Geschichte an der Universität Lund annahm.
Neben seiner Lehrtätigkeit war er verantwortlicher Redakteur für Geschichte und Biografien der zwischen 1929 und 1955 erschienenen schwedischsprachigen Enzyklopädie Svensk uppslagsbok. Außerdem war er bis zu seinem Austritt 1940 aktives Mitglied des radikal-nationalistischen Sveriges nationella förbund (SNF).

## Veröffentlichungen (Auswahl)
- Romare och germaner, Stockholm: Geber, 1927 OCLC 252803063
- Skånelands historia. Skildringar från tiden före försvenskningen, Lund: Borelius, 1930 OCLC 15005635
- Fynden av romerska mynt i det fria Germanien, Lund: Borelius, 1926 OCLC 23542365
- Om Nordens äldsta historieforskning : studier över dess metodik och källvärde, Lund: H. Ohlssons boktryckeri, 1931 OCLC 15801026
- Die Chronologie der gallischen Kaiser, Lund (?), 1932 (?) OCLC 21267707
- Ledung och frälse : studier och orientering över danska samfundsförhållanden under äldre medeltid, Lund: Skanska Centraltryckeriet, 1934 OCLC 14113383
- State and currency in the Roman Empire to 300 A.D., Stockholm: Almqvist & Wiksell, 1958 OCLC 875368826
- Ur penningens historia, Stockholm:  Aldus, 1962 OCLC 4505591